# Đa Minh Đinh Đức Mậu
Đa Minh Đinh Đức Mậu là một linh mục tử vì đạo, được Giáo hội Công giáo Rôma tôn phong Hiển Thánh vào năm 1988.
Ông sinh năm 1794 tại làng Phú Nhai, phủ Xuân Trường, tỉnh Nam Định (nay thuộc giáo xứ Phú Nhai, xã Xuân Phương, huyện Xuân Trường, tỉnh Nam Định, thuộc Giáo phận Bùi Chu). Năm 1829, sau khi được thụ phong linh mục, ông cùng với 10 anh em đồng môn xin gia nhập và tuyên khấn dòng Đa Minh. Ông phục vụ các xứ đạo Trung Linh, Phú Nhai và Kiên Lao. Ngày 27 tháng 8 năm 1858, ông bị bắt cùng với một số tín hữu tại làng Kẻ Diền, Thái Bình, sau đó, bị giải về Hưng Yên. Ngày 5 tháng 11 năm 1858, ông bị xử trảm tại Hưng Yên, được mai táng tại nhà thờ giáo xứ Mai Linh, Nam Định.